# Kohalpur

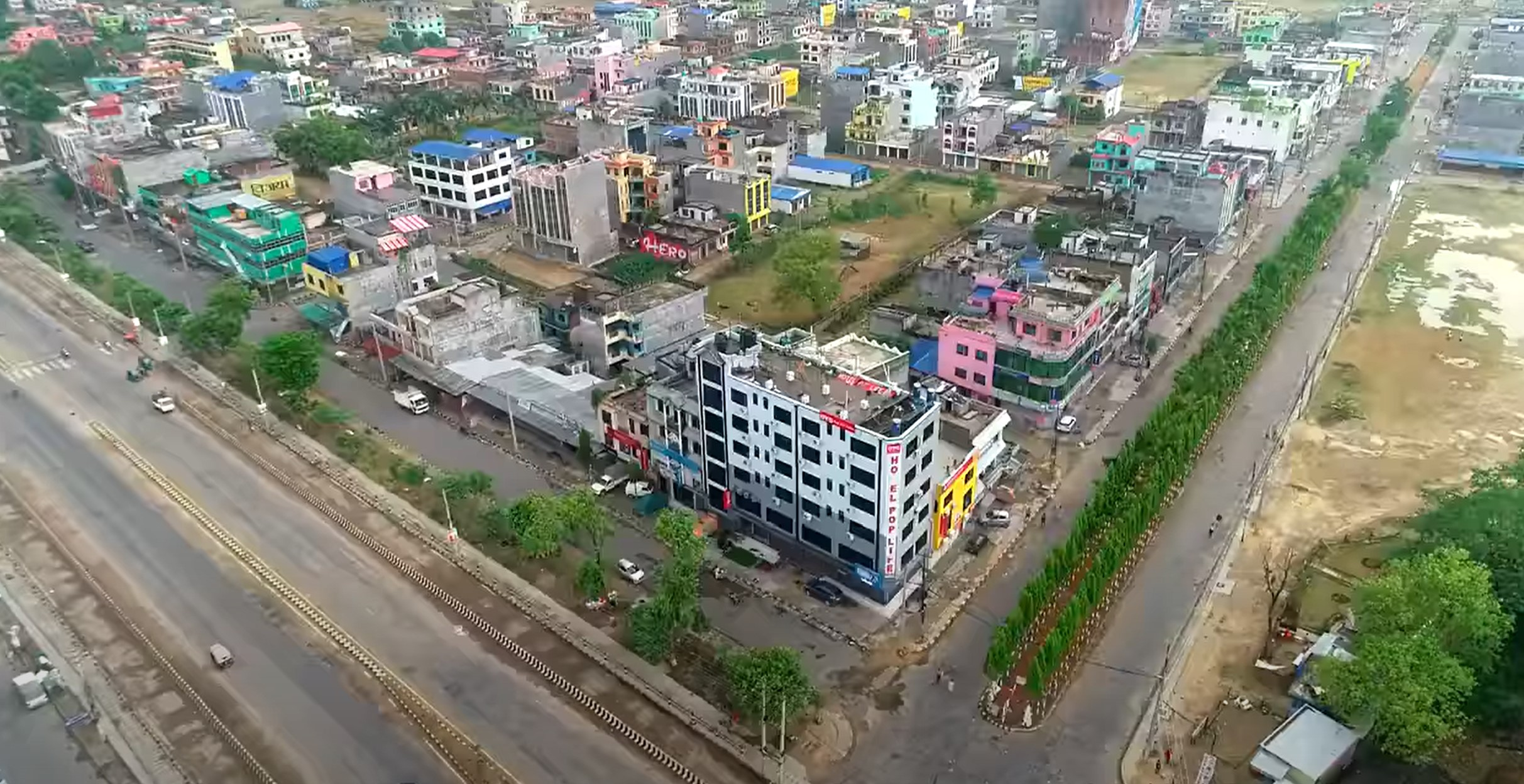
Kohalpur (2019)

Kohalpur (Nepali कोहलपुर Kohalpur) ist eine Stadt (Munizipalität) im westlichen Terai Nepals.
Die Stadt entstand 2014 durch Zusammenlegung der Village Development Committees Kohalpur und Rajhena.
Die Fläche beträgt 89 km².
Das Klima ist subtropisch; die Temperaturen bewegen sich im Schnitt zwischen 6 °C und 36 °C.
In Kohalpur kreuzen sich die Fernstraßen Mahendra Rajmarg (West–Ost) und Ratna Rajmarg (Nord–Süd).

## Einwohner
Bei der Volkszählung 2011 hatten die VDCs, aus welchen die Stadt Kohalpur entstand, 62.248 Einwohner (davon 29.923 männlich) in 13.835 Haushalten.
Somit ist Kohalpur die zweitgrößte Stadt im Distrikt Banke.